# Sus timoriensis
Il maiale verrucoso di Timor è un suide selvatico diffuso sull'omonima isola in Indonesia.
Nonostante sia ascritto a una specie distinta, recenti studi sembrano far emergere che questo suide discenda in realtà da una popolazione rinselvatichita in tempi storici di maiale verrucoso di Celebes.